# Formato televisivo

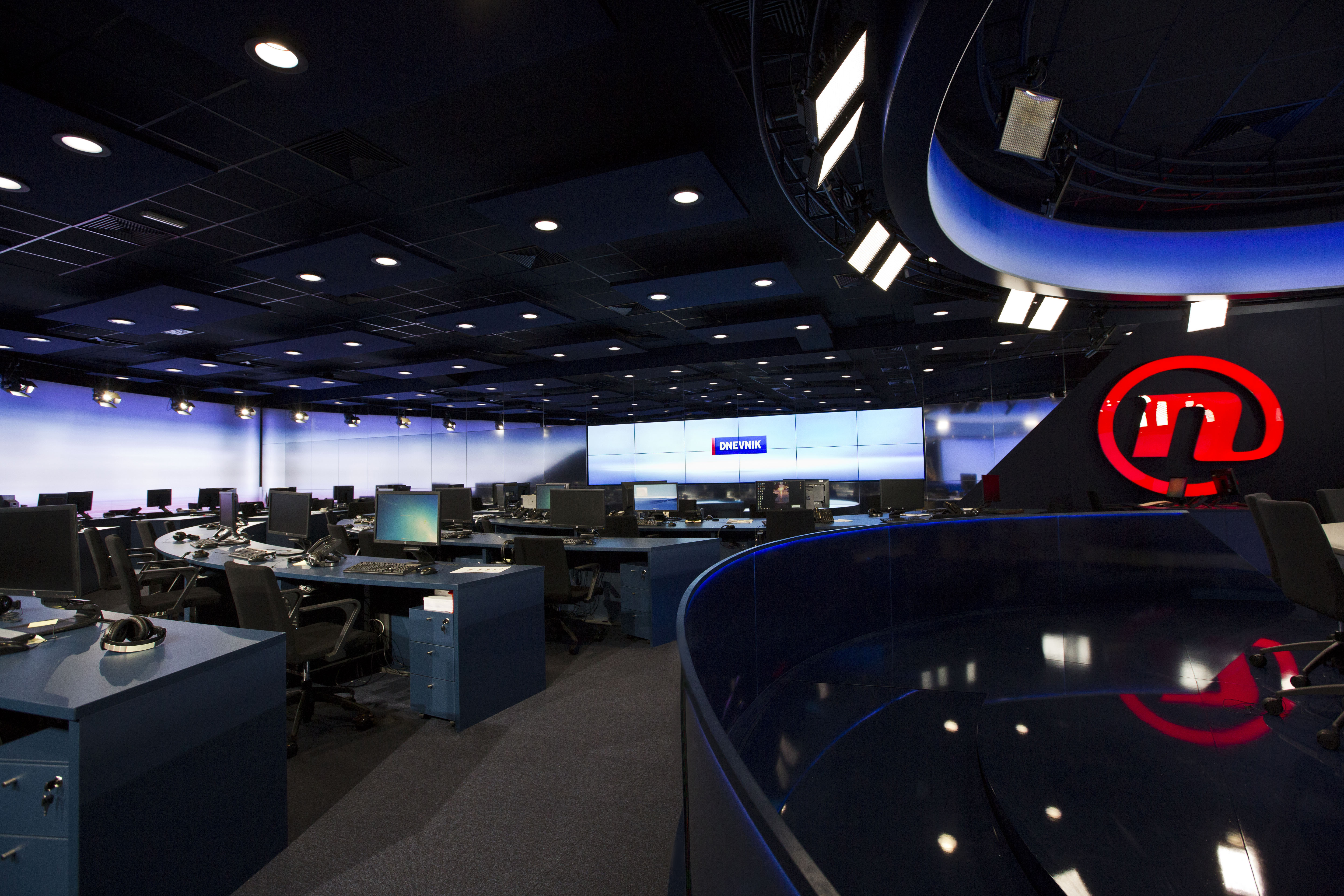
Plató de informativos de un canal de televisión (Nove TV)

Los formatos televisivos (también conocidos como géneros televisivos) comprenden la estructura y el estilo específicos de un programa de televisión. Son la plantilla o diseño que define la manera en la que se presenta y organiza el contenido del programa. Abarcan una amplia variedad de géneros y estilos, cada uno con características distintivas como la duración de los episodios, el tono, la presentación visual, el estilo de la narración, la interacción con la audiencia y la forma en la que se desarrollan las tramas. Los formatos televisivos son esenciales para la producción y la programación televisiva, proporcionando una estructura coherente que ayuda a los creadores a desarrollar y presentar su contenido de manera efectiva.

## Tipos de formatos televisivos
Existen numerosos tipos de formatos televisivos, entre los que destacan:
- Informativos: Los programas informativos o noticieros son un formato de televisión fundamental que se centra en la transmisión de noticias y actualidad.[6][7] Se caracterizan por su estructura en bloques (nacional, internacional, deportes, cultura), el uso de recursos como reportajes, entrevistas e investigaciones periodísticas.[8] Ejemplos destacados incluyen el Telediario de RTVE, Informativos Telecinco o Antena 3 Noticias.[9] Los informativos han evolucionado para incorporar elementos como la realidad aumentada, gráficos interactivos y la participación de la audiencia a través de redes sociales.[10]

- Reality Shows: Estos programas siguen a personas reales en situaciones diversas, desde la competencia en entornos extremos hasta la vida cotidiana de celebridades.[11][12] Ejemplos incluyen Gran Hermano, Supervivientes o La isla de las tentaciones. Han transformado la interacción del público con la televisión, brindando una experiencia más inmersiva y participativa.

- Series dramáticas: Cautivan a los espectadores a través de tramas emocionantes, personajes complejos y narrativas impactantes. Han evolucionado para abordar temas sociales importantes y reflejar la diversidad de experiencias humanas. Ejemplos notables son Juego de tronos, The Good Doctor o House of Cards.[13][14][15]

- Comedias: Buscan hacer reír al público a través de situaciones cómicas y personajes divertidos. Han demostrado ser una poderosa herramienta para abordar temas sociales de una manera ligera y accesible. Ejemplos clásicos incluyen Friends, The Big Bang Theory o Modern Family.[16][17][18]

- Entrevistas y talk shows: Ofrecen una plataforma para discutir temas variados, desde noticias hasta juegos de entretenimiento. Ejemplos incluyen The Tonight Show Starring Jimmy Fallon, Late Motiv (España)[19][20]